# Escuela Laica de Guadalajara
La Escuela Laica fue una institución educativa establecida en la ciudad española de Guadalajara a principios del siglo XX con influencias de la Institución Libre de Enseñanza y de la Escuela Moderna de Barcelona. Fue el legado personal de Felipe Nieto Benito, militar y político republicano progresista afincado en la ciudad, que destinó buena parte de su herencia a su creación.

## Historia
El 15 de junio de 1885, Felipe Nieto Benito dictó su testamento en el que establecía que, cuando falleciese, se le entregasen a su hermana Juana su ajuar doméstico y mobiliario, vendiéndose el resto de sus propiedades para invertir el capital resultante en títulos y valores de la Deuda Pública, cuyas rentas serían disfrutadas de forma vitalicia por su hermana y que, una vez fallecida ésta, todo el patrimonio se destinase a crear y sostener una Escuela Laica de primera enseñanza para varones en la ciudad de Guadalajara. Sus albaceas testamentarios fueron Francisco Pi y Margall —líder del Partido Republicano Democrático Federal con el que se identificaba Felipe Nieto—, Fernando Lozano Montes y Ramón Chíes, editores de Las Dominicales del Libre Pensamiento. En 1902, a la muerte de Juana Nieto Benito, el único albacea vivo, Fernando Lozano, inició los trámites para la apertura de la Escuela Laica, adquiriendo la casa de los Belzas, en la calle del Barrionuevo Baja, 46 (hoy del Ingeniero Mariño, 42), un amplio edificio que tenía una extensa huerta y jardín.
En septiembre de 1903, y bajo la dirección de Tomás de la Rica, comenzó el curso escolar en la Escuela Laica. La educación era gratuita y, según Fernando Lozano, en el centro no se enseñaría:

[...] otra doctrina que el amor a los padres, al trabajo, a la moral más pura, a la ciencia, al arte y el respeto y consideración a los demás seres racionales. En la escuela en proyecto, los niños aprenderán a ser hombres, a estudiar en el taller y en el campo la naturaleza y la vida, a la vez que en las clases los universales conocimientos indispensables para abrirse paso en el camino de la ciencia.

Y añadía que "la escuela laica no es atea ni irreligiosa, es simplemente neutra". La Escuela Moderna de Barcelona, fundada por Francisco Ferrer Guardia en 1901, saludó la apertura de una análoga en Guadalajara, en palabras de Odón de Buen.
Desde entonces, la pedagogía más innovadora tuvo en Guadalajara uno de sus focos más activos y constantes. Los repetidos intentos de los sectores más conservadores y de los ámbitos eclesiásticos por clausurar la escuela no tuvieron éxito. La preocupación por la higiene en el propio edificio, la importancia que se daba al trabajo manual y al estudio de la naturaleza, con huertas, jardines e invernaderos, y la personalidad de Tomás de la Rica fueron capaces de vencer todas las trabas, hasta su cierre definitivo en plena guerra civil española.